# Frederik Vesti
Frederik Vesti (Vejle, 13 gennaio 2002) è un pilota automobilistico danese, vincitore della Formula Regional europea nel 2019 e vice-campione del Campionato FIA di Formula 2 nel 2023.
Dal 2021 è membro dell'academy Mercedes. Con la scuderia tedesca, nel 2023, ha preso parte alle prove libere del Gran Premio di Città del Messico e del Gran Premio di Abu Dhabi.

## Carriera

### Formule minori e Formula 4
Vesti inizia la sua carriera nel 2016 correndo nella Formula Ford danese, arrivando quarto nella classifica generale. Nel 2017 con il team di famiglia partecipa nella F4 danese, concludendo il campionato secondo con 8 vittorie su 15 gare. Contemporaneamente corre nella F4 tedesca con il team Van Amersfoort arrivando settimo e corre due gare nella F4 statunitense con il team Global Racing Group.
Nel 2018, sempre con il team Van Amesfoort, arriva quarto nella F4 tedesca e partecipa a 3 gare (vincendone 2) in quella italiana. Corre inoltre le ultime 3 gare da wildcard nel campionato di F3 europea e arriva quindicesimo nel Gran Premio di Macao.

### Formula Regional
Nel 2019 passa a Prema, partecipando al campionato di Formula Regional europea. Conquista 13 vittorie su 24 gare disputate che lo portano a vincere il campionato con 131 punti di vantaggio sul secondo, Enzo Fittipaldi. Nello stesso anno partecipa per la seconda volta al Gran Premio di Macao, sempre con Prema, arrivando decimo.

### Formula 3

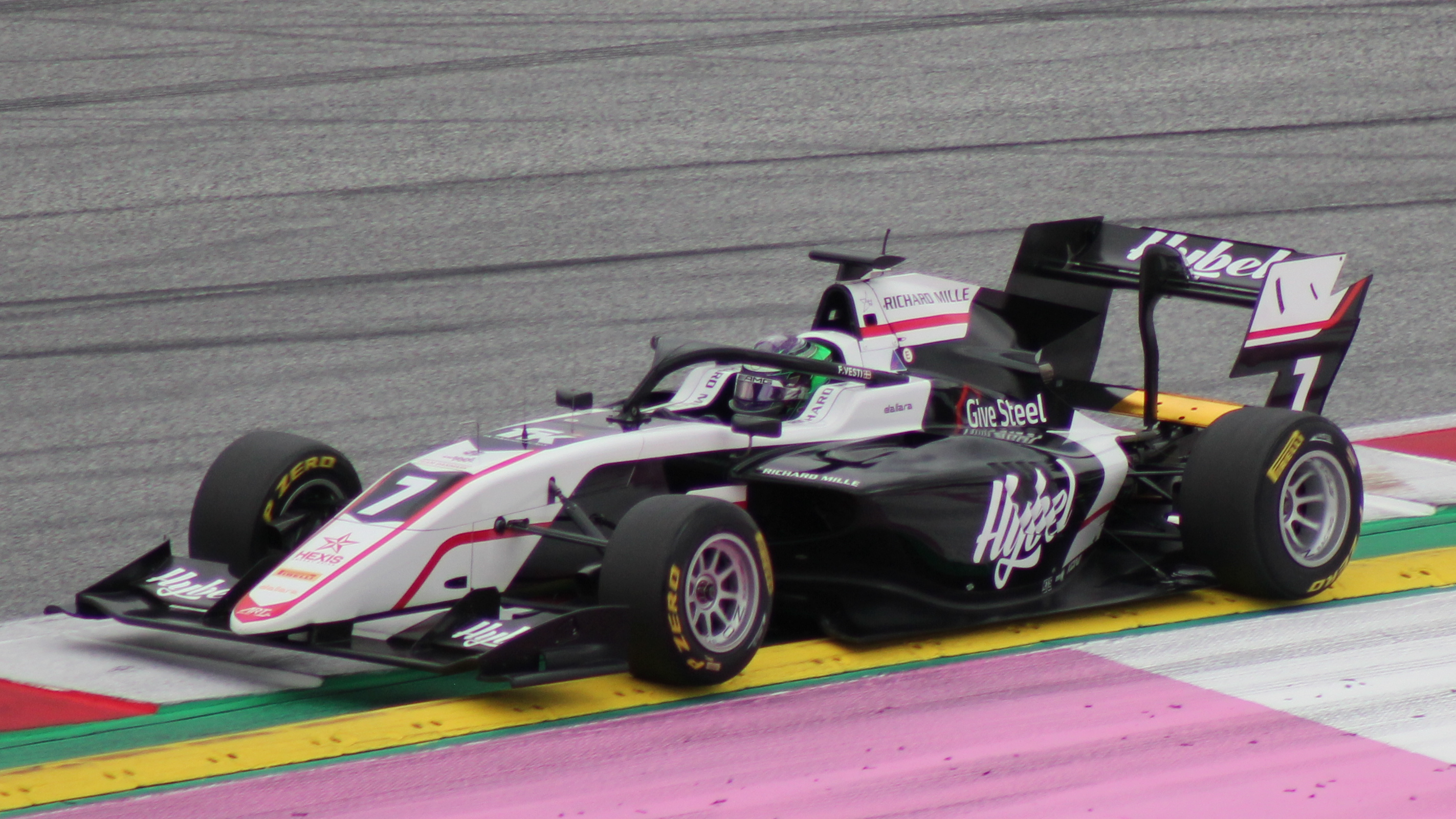
Vesti con il team ART Grand Prix nel 2021.

Nel 2020 passa al campionato di Formula 3, continuando il suo rapporto con il team veneto. Vesti, tra i favoriti per la vittoria del campionato, vince la sua prima gara nella categoria al Red Bull Ring. Nel corso della stagione vince altre due gare, a Monza e al Mugello, e chiude la stagione al quarto posto a 17,5 punti dal vincitore Oscar Piastri.
Continua in questa categoria anche nel 2021, passando all'ART Grand Prix. Già nella seconda gara della stagione sul Circuito di Catalogna riesce a conquistare il podio, grazie a un secondo posto dietro a Olli Caldwell. Al Paul Ricard si dimostra molto veloce conquistando la Pole position. La sua prima vittoria stagionale arriva nella terza gara del Red Bull Ring, davanti a Dennis Hauger. Vesti conquista altri podi, un terzo posto a Zandvoort e un secondo posto nell'ultima gara stagionale a Soči, conclude quarto nella classifica piloti. Vesti detiene in record di punti conquistati in Formula 3, ben 284,5.

### Formula 2

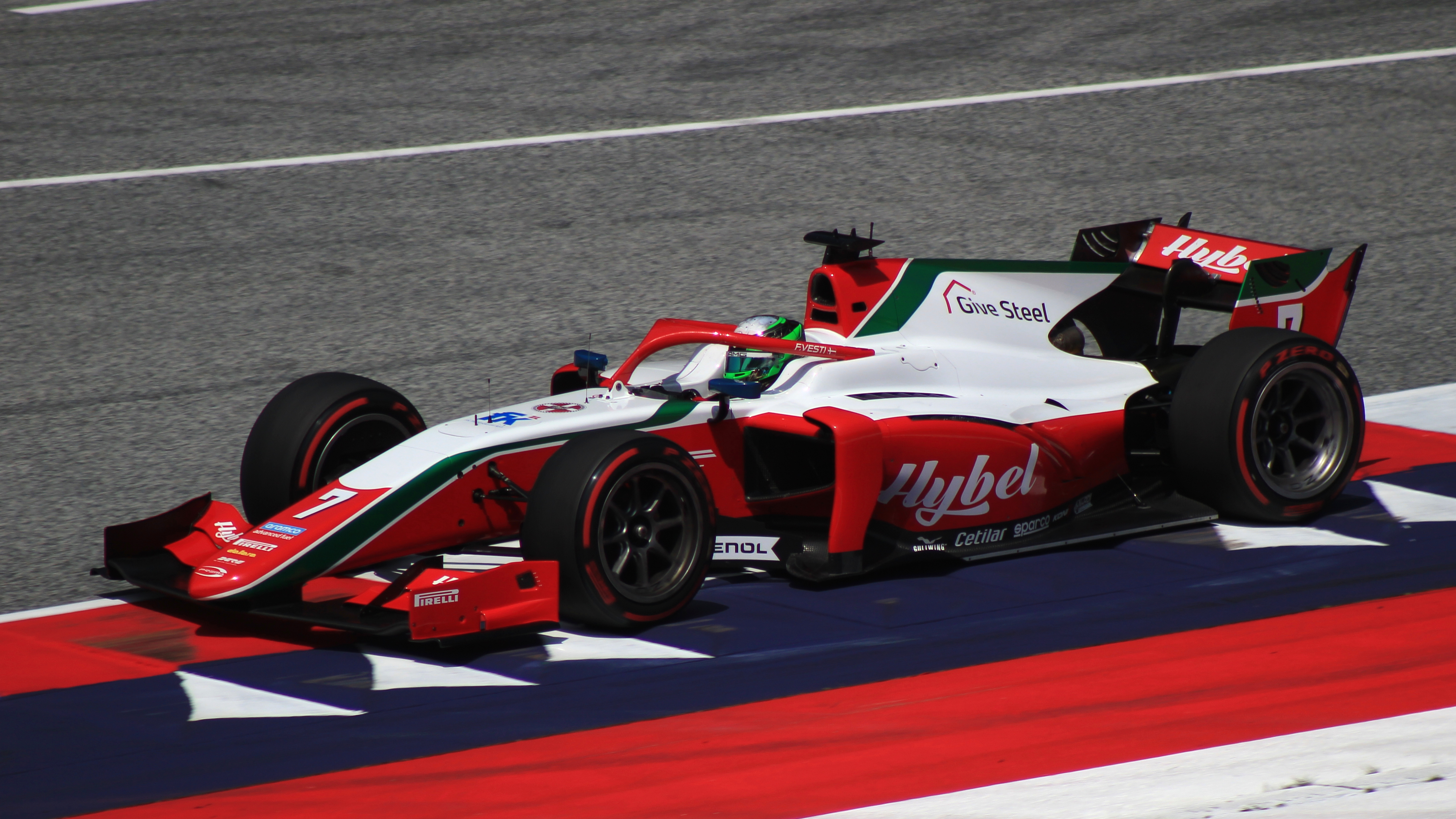
Vesti in Formula 2 con la Dallara F2 del team Prema

Nel dicembre del 2021, Vesti partecipa ai test post stagionali della Formula 2 sul Circuito di Yas Marina con il team francese ART Grand Prix, team con cui il danese ha corso in Formula 3. Il 21 gennaio il team francese viene ufficializzato il suo passaggio in Formula 2 insieme a Théo Pourchaire. A Barcellona dopo diversi risultati deludenti arriva il suo primo podio nella Feature Race. Nelle Sprint Race di Baku conquista anche la sua prima vittoria nella categoria, davanti a Jehan Daruvala e Liam Lawson. Nel resto della stagione ottiene un terzo posto al Paul Ricard e due secondi posti a Monza. Vesti chiude al nono posto in classifica generale e quarto tra i Rookie.
Per la stagione successiva Vesti lascia il team francese per tornare alla Prema Racing, team con cui ha corso nel biennio 2019-2020. Durante la Feature Race di Jeddah Vesti ottiene la sua seconda vittoria nella serie davanti a Jack Doohan. Nella Sprint Race di Baku ottiene il secondo posto dietro al suo compagno di team, Oliver Bearman, mentre nella Feature Montecarlo ottiene un'altra vittoria dopo essere partito dalla Pole. La sua terza vittoria della stagione arriva nella Sprint Race di Barcellona davanti a Théo Pourchaire e dopo il terzo terzo posto del Red Bull Ring ottiene nella Sprint di Silverstone la sua quarta vittoria stagionale davanti a Théo Pourchaire. Nella penultima Sprint Race della stagione a Monza ottiene la quinta vittoria stagionale e accorcia in classifica su Pourchaire. Nel ultimo weekend ad Abu Dhabi ottiene la vittoria nella Sprint e il terzo posto nella Feature, ma non basta per superare Pourchaire in classifica generale. Vesti chiude così la stagione al secondo posto a soli undici punti dal pilota francese.

### Formula 1 e Formula E
Nel 2021 vesti viene scelto dal team di Formula 1, Mercedes AMG per far parte del loro Junior Team. A fine stagione 2022 il pilota danese ha la sua prima possibilità di prova una vettura di Formula 1, la W13 E Performance nel test post-stagionale sul Circuito di Yas Marina. Per il Gran Premio di Città del Messico Vesti esordisce nelle prove libere con il team Mercedes-AMG,scegliendo il numero 42 sulla sua monoposto.
Dalla stagione 2024 diventa terzo pilota del team tedesco insieme a Mick Schumacher. Nello stesso anno prende parte ai Rookie test di Berlino correndo per il team della Formula E, Mahindra Racing. Nella stagione successiva è ancora pilota di riserva per il team di Brackley con il quale partecipa alle prime prove libere del Gran Premio del Bahrein.

### Endurance
Dalla stagione 2024 Vesti si concentra sulle corse d'endurance partecipando alla European Le Mans Series con il team Cool Racing dividendo l'Oreca 07 LMP2 con Ferdinand Habsburg e  Alejandro Garcia. Lo stesso anno prende parte alla 24 Ore di Spa correndo con la Mercedes-AMG GT3 Evo del team GruppeM Racing insieme a Ralf Aron e Daniel Juncadella.
Nel novembre del 2024 prende parte ai Rookie Test del WEC con la Cadillac V-Series.R. Nel 2025 debutterà alla 24 Ore di Daytona, sempre col team statunitense, al fianco di Earl Bamber, Jack Aitken e Felipe Drugovich. 

## Risultati

### Riassunto della carriera
| Stagione | Campionato               | Team                         | Gare | Vittorie | Pole | GPV | Podi | Punti | Pos. |
| -------- | ------------------------ | ---------------------------- | ---- | -------- | ---- | --- | ---- | ----- | ---- |
| 2016     | Formula Ford danese      | Vesti Höyer Motorsport       | 20   | 2        | 0    | 1   | 8    | 254   | 4°   |
| 2017     | Formula 4 ADAC           | Van Amersfoort Racing        | 21   | 1        | 0    | 2   | 3    | 113   | 7°   |
| 2017     | Formula 4 danese         | Vesti Motorsport             | 15   | 8        | 5    | 4   | 15   | 320   | 2°   |
| 2017     | Formula 4 statunitense   | Global Racing Group          | 2    | 0        | 0    | 0   | 0    | 1     | 29°  |
| 2018     | Formula 4 ADAC           | Van Amersfoort Racing        | 21   | 2        | 1    | 3   | 8    | 211   | 4º   |
| 2018     | Formula 4 italiana       | Van Amersfoort Racing        | 3    | 2        | 1    | 1   | 3    | 68    | 10º  |
| 2018     | Formula 3 europea        | Van Amersfoort Racing        | 3    | 0        | 0    | 0   | 0    | N.C.  | 9º   |
| 2018     | Gran Premio di Macao     | Van Amersfoort Racing        | 1    | 0        | 0    | 0   | 0    | N.A.  | 15º  |
| 2019     | Formula Regional europea | Prema Powerteam              | 24   | 13       | 10   | 9   | 20   | 467   | 1º   |
| 2019     | Gran Premio di Macao     | SJM Theodore Racing by Prema | 1    | 0        | 0    | 0   | 0    | N.A.  | 10º  |
| 2020     | Formula 3                | Prema Racing                 | 18   | 3        | 1    | 2   | 4    | 146,5 | 4º   |
| 2021     | Formula 3                | ART Grand Prix               | 20   | 1        | 1    | 0   | 5    | 138   | 4º   |
| 2022     | Formula 2                | ART Grand Prix               | 28   | 1        | 1    | 1   | 5    | 117   | 9º   |
| 2023     | Formula 2                | Prema Racing                 | 26   | 6        | 1    | 2   | 10   | 192   | 2°   |

* Stagione in corso.

† In quanto pilota ospite, non aveva diritto ad ottenere punti.

### Risultati in F4 Regional europea
(legenda) (Le gare in grassetto indicano la pole position) (Le gare in corsivo indicano Gpv)
| Anno | Team         | 1   | 2   | 3   | 4   | 5   | 6   | 7   | 8   | 9   | 10  | 11  | 12  | 13  | 14  | 15  | 16  | 17  | 18  | 19  | 20  | 21  | 22  | 23  | 24  | 25  | Punti | Pos |
| ---- | ------------ | --- | --- | --- | --- | --- | --- | --- | --- | --- | --- | --- | --- | --- | --- | --- | --- | --- | --- | --- | --- | --- | --- | --- | --- | --- | ----- | --- |
| 2019 | Prema Racing | LEC | LEC | LEC | VLL | VLL | VLL | HUN | HUN | HUN | RBR | RBR | RBR | IMO | IMO | IMO | IMO | CAT | CAT | CAT | MUG | MUG | MUG | MNZ | MNZ | MNZ | 467   | 1°  |
| 2019 | Prema Racing | 1   | 2   | 1   | 5   | 1   | C   | 1   | 1   | 1   | 1   | 1   | 3   | 3   | 1   | 3   | 6   | 1   | 3   | 10  | 1   | 1   | 4   | 2   | 3   | 1   |       |     |

### Risultati in Formula 3
(legenda) (Le gare in grassetto indicano la pole position) (Le gare in corsivo indicano Gpv)
| Stagione | Team           | 1    | 2    | 3    | 4    | 5   | 6   | 7    | 8    | 9    | 10   | 11  | 12  | 13  | 14  | 15  | 16  | 17  | 18  | 19  | 20  | 21  | Punti | Pos. |
| -------- | -------------- | ---- | ---- | ---- | ---- | --- | --- | ---- | ---- | ---- | ---- | --- | --- | --- | --- | --- | --- | --- | --- | --- | --- | --- | ----- | ---- |
| 2020     | Prema Racing   | RBR1 | RBR1 | RBR2 | RBR2 | HUN | HUN | SIL1 | SIL1 | SIL2 | SIL2 | CAT | CAT | SPA | SPA | MNZ | MNZ | MUG | MUG |     |     |     | 146,5 | 4º   |
| 2020     | Prema Racing   | 4    | 6    | 1    | 8    | Rit | Rit | 5    | 4    | 4    | 8    | Rit | 21  | 6   | 2   | 1   | 23  | 1   | 9   |     |     |     | 146,5 | 4º   |
| 2021     | ART Grand Prix | CAT  | CAT  | CAT  | LEC  | LEC | LEC | RBR  | RBR  | RBR  | HUN  | HUN | HUN | SPA | SPA | SPA | ZAN | ZAN | ZAN | SOC | SOC | SOC | 138   | 4º   |
| 2021     | ART Grand Prix | 7    | 2    | 7    | 15   | 10  | 6   | 7    | 2    | 1    | Rit  | 16  | 7   | 4   | 6   | 6   | 9   | 3   | 8   | 8   | C   | 2   | 138   | 4º   |

### Risultati in Formula 2
(legenda) (Le gare in grassetto indicano la pole position) (Le gare in corsivo indicano Gpv)
| Stagione | Team           | 1   | 2   | 3   | 4   | 5   | 6   | 7   | 8   | 9   | 10  | 11  | 12  | 13  | 14  | 15  | 16  | 17  | 18  | 19  | 20  | 21  | 22  | 23  | 24  | 25  | 26  | 27  | 28  | Punti | Pos. |
| -------- | -------------- | --- | --- | --- | --- | --- | --- | --- | --- | --- | --- | --- | --- | --- | --- | --- | --- | --- | --- | --- | --- | --- | --- | --- | --- | --- | --- | --- | --- | ----- | ---- |
| 2022     | ART Grand Prix | BHR | BHR | JED | JED | IMO | IMO | CAT | CAT | MON | MON | BAK | BAK | SIL | SIL | RBR | RBR | PAU | PAU | HUN | HUN | SPA | SPA | ZAN | ZAN | MNZ | MNZ | YMC | YMC | 117   | 9º   |
| 2022     | ART Grand Prix | 13  | Rit | 12  | 18  | 10  | 6   | 7   | 3   | 11  | 14  | 1   | 7   | 6   | 5   | 12  | 14  | 5   | 3   | 5   | 4   | 15  | 11  | 11  | 14  | 2   | 2   | 11  | 11  | 117   | 9º   |
| 2023     | Prema          | BHR | BHR | JED | JED | ALB | ALB | BAK | BAK | MON | MON | CAT | CAT | RBR | RBR | SIL | SIL | HUN | HUN | SPA | SPA | ZAN | ZAN | MNZ | MNZ | YMC | YMC |     |     | 192   | 2º   |
| 2023     | Prema          | 17  | Rit | 6   | 1   | 8   | 4   | 2   | 4   | 9   | 1   | 1   | 5   | 10  | 3   | 1   | Rit | 9   | 2   | 6   | NP  | C   | Rit | 1   | Rit | 1   | 3   |     |     | 192   | 2º   |

### Risultati in Formula 1
| 2023 | Scuderia | Vettura |  |  |  |  |  |  |  |  |  |  |  |  |  |  |  |  |  |  |    |  |  |    |  |  | Punti | Pos. |
| ---- | -------- | ------- |  |  |  |  |  |  |  |  |  |  |  |  |  |  |  |  |  |  | -- |  |  | -- |  |  | ----- | ---- |
| 2023 | Mercedes | F1 W14  |  |  |  |  |  |  |  |  |  |  |  |  |  |  |  |  |  |  | SP |  |  | SP |  |  |       |      |

| 2025 | Scuderia | Vettura |  |  |  |    |  |  |  |  |  |  |  |  |  |  |  |  |  |  |  |  |  |  |  |  | Punti | Pos. |
| ---- | -------- | ------- |  |  |  | -- |  |  |  |  |  |  |  |  |  |  |  |  |  |  |  |  |  |  |  |  | ----- | ---- |
| 2025 | Mercedes | F1 W16  |  |  |  | SP |  |  |  |  |  |  |  |  |  |  |  |  |  |  |  |  |  |  |  |  |       |      |

| Legenda | 1º posto     | 2º posto | 3º posto    | A punti         | Senza punti/Non class.  | Grassetto – Pole position Corsivo – Giro più veloce Apice – Risultato Sprint (A punti) |
| Legenda | Squalificato | Ritirato | Non partito | Non qualificato | Solo prove/Terzo pilota | Grassetto – Pole position Corsivo – Giro più veloce Apice – Risultato Sprint (A punti) |

### Risultati nel ELMS
| Anno    | Squadra     | Classe | Vettura  | BAR | LEC | IMO | SPA | MUG | ALG | Punti | Pos. |
| ------- | ----------- | ------ | -------- | --- | --- | --- | --- | --- | --- | ----- | ---- |
| 2024    | Cool Racing | LMP2   | Oreca 07 | 12  | 2   | 10  | 11  | 13  | 3   | 34    | 10°  |
| Legenda |             |        |          |     |     |     |     |     |     |       |      |

### IMSA
| Anno    | Team            | Classe | Auto                | 1     | 2     | 3   | 4   | 5   | 6   | 7   | 8   | 9   | Pos. | Punti |
| ------- | --------------- | ------ | ------------------- | ----- | ----- | --- | --- | --- | --- | --- | --- | --- | ---- | ----- |
| 2025    | Cadillac Whelen | GTP    | Cadillac V-Series.R | DAY 9 | SEB 4 | LBH | LGA | DET | WGL | ELK | IMS | PET | 546* |       |
| Legenda |                 |        |                     |       |       |     |     |     |     |     |     |     |      |       |

*Stagione in corso.

### Risultati 24 Ore di Le Mans
| Anno | Team            | Co-Pilota                    | Vettura             | Classe      | Giri | Pos. | Class Pos. |
| ---- | --------------- | ---------------------------- | ------------------- | ----------- | ---- | ---- | ---------- |
| 2024 | Cool Racing     | Matt Bell Naveen Rao         | Oreca 07-Gibson     | LMP2 Pro-Am | 291  | 24º  | 5º         |
| 2025 | Cadillac Whelen | Jack Aitken Felipe Drugovich | Cadillac V-Series.R | Hypercar    | 247  | Rit  | Rit        |

### Risultati 24 Ore di Daytona
| Anno | Team            | Co-piloti                                | Auto            | Classe | Giri | Pos. | Class Pos. |
| ---- | --------------- | ---------------------------------------- | --------------- | ------ | ---- | ---- | ---------- |
| 2025 | Cadillac Whelen | Earl Bamber Felipe Drugovich Jack Aitken | Cadillac V-LMDh | GTP    | 311  | 15º  | 9º         |